# فریده (فیلم ۱۹۷۱)
فریده فیلمی به کارگردانی متین ارکسان محصول سال ۱۹۷۱ است. کمال (انگین چاگلار)، یک پزشک خوش تیپ و معاشقه که زنان را تعقیب می کند، پس از تماس پدرش با تظاهر به بیمار بودن، به زادگاهش می آید. هدف این مرد پایان دادن به زندگی نامنظم کمال و ازدواج اوست. دکتر جوان که به زندگی رنگارنگ شهری عادت کرده است نمی تواند پدرش را ناامید کند و مجبور می شود با فریده (امل سایین) که او را برای خود مناسب می بیند ازدواج کند. با این حال، او این دختر را تحقیر می کند و با دوست دخترش فیروزان (لاله بلکیس) و دوستانش به زندگی دیوانه وار خود ادامه می دهد. تا اینکه فریده تغییر می کند و زنی زیبا و شهری می شود. 